# Schnittliste
Eine Schnittliste, engl. Edit Decision List (EDL), ist die Beschreibung einer Schnittfassung eines Films oder Videos. Sie beinhaltet eine Liste von Bildnummern oder Timecodes, die beschreibt, wie Ausschnitte von Quell-Filmrollen oder -Videobändern zu einem fertigen Film zusammengestellt werden. Die EDL enthält die Timecodes der In- und Out-Punkte sowohl der Quellen- als auch des Zielbandes, Informationen über Video- und Tonspuren sowie Überblendungen.
EDLs können von Hand erstellt oder von linearen Schnittsystemen (nur Video) oder (nicht-linearen) Schnittprogrammen exportiert werden. Die EDLs von aktuellen Schnittprogrammen (z. B. von Avid oder auch Final Cut Pro oder Adobe Premiere) können benutzt werden, um z. B. auf anderen Systemen oder in anderer Software automatisch Schnittfassungen mit Material der Originalbänder zu reproduzieren; etwa beim Negativschnitt von einem auf Video geschnittenen Film, oder beim Einscannen nur der verwendeten Frames einer Filmrolle für digitale Effekte.
Als robustes Standardformat für EDLs gilt CMX3600, das auf die Beschreibung von Schnitten und einfachen Überblendungen bei nur wenigen Bild- und Tonspuren beschränkt ist und Sorgfalt bei der Vorbereitung des Schnitts verlangt (z. B. bei der Benennung der Videobänder oder Filmrollen). Um diese Einschränkungen zu beheben, wurden Austauschformate wie AAF entwickelt, die jedoch derzeit (Stand: 2007) noch nicht weit genug verbreitet und robust genug implementiert sind, um den Datenaustausch verlässlich zu handhaben.